# Drawn Together/Episodenliste
Diese Liste der Drawn-Together-Episoden enthält alle Folgen der Zeichentrickserie Drawn Together, sortiert nach der US-amerikanischen Erstausstrahlung. In Deutschland wird die Serie bis auf wenige Ausnahmen nach der Produktionsreihenfolge gezeigt. Alle Episoden wurden in den Vereinigten Staaten von Comedy Central, in Deutschland von MTV ausgestrahlt.

## Übersicht
| Staffel | Episodenanzahl | Erstausstrahlung USA | Erstausstrahlung USA | Deutschsprachige Erstausstrahlung | Deutschsprachige Erstausstrahlung |
| Staffel | Episodenanzahl | Staffelpremiere      | Staffelfinale        | Staffelpremiere                   | Staffelfinale                     |
| ------- | -------------- | -------------------- | -------------------- | --------------------------------- | --------------------------------- |
| 1       | 7              | 24. Oktober 2004     | 15. Dezember 2004    | 3. Mai 2006                       | 14. Juni 2006                     |
| 2       | 15             | 19. Oktober 2005     | 15. März 2006        | 21. Juni 2006                     | 27. September 2006                |
| 3       | 14             | 5. Oktober 2006      | 14. November 2007    | 10. Mai 2007                      | 30. Januar 2008                   |

## Staffel 1
Die Erstausstrahlung der ersten Staffel war vom 27. Oktober bis zum 15. Dezember 2004 auf dem US-amerikanischen Sender Comedy Central zu sehen. Die deutschsprachige Erstausstrahlung war vom 3. Mai bis zum 14. Juni 2006 auf dem deutschen Musiksender MTV zu sehen.
| Nr. (ges.) | Nr. (St.) | Deutscher Titel               | Originaltitel                        | Zusammenfassung | Erstausstrahlung USA | Deutschsprachige Erstausstrahlung (DE) |
| ---------- | --------- | ----------------------------- | ------------------------------------ | --- | -------------------- | -------------------------------------- |
| 1          | 1         | Whirlpool                     | Hot Tub                              | Einzug der Bewohner. Foxxy und Clara streiten sich aufgrund Claras rassistischer Äußerungen. Am Ende der Folge küsst Foxxy Clara. Toot versucht erfolglos, Xandir zu verführen. | 27. Okt. 2004        | 3. Mai 2006                            |
| 2          | 2         | Clara's schmutziges Geheimnis | Clara's Dirty Little Secret          | Clara offenbart den Bewohnern, dass sie durch einen Fluch ihrer bösen Stiefmutter ein Multi-Tentakel-Monster (Octopussoir) anstelle einer Vagina hat. Ling-Ling ist wegen der Anhäufung von dreckigem Geschirr besorgt. | 3. Nov. 2004         | 10. Mai 2006                           |
| 3          | 3         | Unsanfte Schmeicheleien       | Gay Bash                             | Mit Hilfe von Schwulentests und einer Schwulenfeier bringen die Hausbewohner Xandir dazu, zu seiner Homosexualität zu stehen. Spanky nutzt derweil Ling-Ling als billige Arbeitskraft aus. Ling-Ling soll billige Turnschuhimitate nähen, welche Spanky an die NBA zu verkaufen gedenkt. | 10. Nov. 2004        | 17. Mai 2006                           |
| 4          | 4         | Requiem für eine Realityshow  | Requiem for a Reality Show           | Die Hausbewohner werden für einen Lebensmittelwettkampf in zwei Teams aufgeteilt. Das Gewinnerteam erhält eine unbegrenzte Auswahl an Nahrungsmitteln. Dem Verliererteam droht ein Lebensmittelembargo. | 17. Nov. 2004        | 24. Mai 2006                           |
| 5          | 5         | Die seltsame Cousine          | The Other Cousin                     | Captain Hero verliebt sich in Claras geistig behinderte Cousine Bleh. Toot, Xandir und Wollknäuel nutzen aus, dass Ling-Ling bei Enttäuschungen rauscherzeugende Sekrete absondert. | 1. Dez. 2004         | 31. Mai 2006                           |
| 6          | 6         | Schmutzige Streiche Nr. 2     | Dirty Pranking Number 2              | Spanky, Foxxy und Clara spielen dem Pizzaboten einen Streich. Spanky und Clara kommen sich dabei näher, ganz zum Unbehagen von Claras Vater. Zwischenzeitlich beschließt Xandir, seine Freundschaft mit Captain Hero auszubauen. | 8. Dez. 2004         | 31. Mai 2006                           |
| 7          | 7         | Plötzliche Einsicht (Teil 1)  | The One Wherein There Is a Big Twist | Da die Hausbewohner unzufrieden sind, weil es bei Drawn Together nichts zu gewinnen gibt, wird ein Sit-in veranstaltet. Um den Bewohnern entgegenzukommen, veranstalten die Produzenten einen Wettkampf nach dem Vorbild von The Apprentice. Nachdem der geldgeile Produzent offenbart, dass es letztendlich auch hier nichts zu gewinnen gibt, fliehen die Bewohner mit einem Hubschrauber, welcher am Ende der Episode abstürzt. | 15. Dez. 2004        | 14. Juni 2006                          |

## Staffel 2
Die Erstausstrahlung der zweiten Staffel war vom 19. Oktober 2005 bis zum 15. März 2006 auf dem US-amerikanischen Sender Comedy Central zu sehen. Die deutschsprachige Erstausstrahlung war vom 21. Juni bis zum 27. September 2006 auf dem deutschen Musiksender MTV zu sehen.
| Nr. (ges.) | Nr. (St.) | Deutscher Titel                  | Originaltitel                                     | Zusammenfassung | Erstausstrahlung USA | Deutschsprachige Erstausstrahlung (DE) |
| ---------- | --------- | -------------------------------- | ------------------------------------------------- | --- | -------------------- | -------------------------------------- |
| 8          | 1         | Plötzliche Einsicht (Teil 2)     | The One Wherein There Is a Big Twist, Part II     | Die Bewohner dürfen in das Drawn-Together-Haus zurückkehren. Da Toot verloren ging und Wollknäuel sich vermeintlich erhängte, muss allerdings erst ein neuer Mitbewohner gefunden werden. Durch ein Bewohnercasting wird Erdbeer Cremetörtchen (Strawberry Sweetcake) als neue Mitbewohnerin aufgenommen. Nachdem Wollknäuel wieder auftaucht, ist dieser entsetzt, da die Cremetörtchen einst Völkermord an den Sockenbärten betrieben. | 19. Okt. 2005        | 21. Juni 2006                          |
| 9          | 2         | Foxxy vs. Bildungsausschuss      | Foxxy vs. the Board of Education                  | Spanky braucht dringend eine Krankenversicherung, da er mit einem Computervirus heruntergeladen wurde. Deshalb geht er mit Xandir eine Homoehe ein, um so über die Familienversicherung Krankenversicherungsschutz zu erlangen. Clara setzt alles daran, die Scheinehe auffliegen zu lassen. Als Foxxy derweil versucht, eine Kriminalfalllöserlizenz zu bekommen, findet sie heraus, dass das Bildungswesen plant, den Schwarzen Schulabschlüsse zu verwehren. | 26. Okt. 2005        | 28. Juni 2006                          |
| 10         | 3         | Der kleine Waise                 | Little Orphan Hero                                | Captain Hero ging bisher davon aus, er sei der einzige Überlebende des Planeten Zebulon, da dieser kurz nach Heros Geburt in einer Sonne verglühte. Nun, da Captain Hero über die Existenz des Planeten in Kenntnis gesetzt wurde, versucht er, Kontakt zu seinen Eltern herzustellen. Unterdessen gründen die restlichen Mitbewohner eine Selbstmordhotline. | 2. Nov. 2005         | 5. Juli 2006                           |
| 11         | 4         | Captain Heros Hochzeitspakt      | Captain Hero's Marriage Pact                      | Captain Heros Jugendliebe, Unglaublich-Dehnbar-Girl kommt zu Besuch. Hero ist entsetzt, nachdem er den Grund ihres Besuches erfährt: Er hatte mit ihr einst einen Hochzeitspakt abgeschlossen, wonach die beiden heiraten müssen, falls beide an ihrem 30. Geburtstag noch immer ledig sind. Foxxy versucht in der Zwischenzeit eine Reunion mit ihrer alten Band, den Foxxy Five. | 9. Nov. 2005         | 19. Juli 2006                          |
| 12         | 5         | Samen-Babys                      | Clum Babies                                       | Wollknäuel kommt in die Pubertät und muss fortan ständig masturbieren. Das dabei entstehende Ejakulat besitzt heilende Kräfte. Ling-Lings Vater möchte, dass sein Sohn eine arrangierte Ehe mit Ni-Pul eingeht. | 16. Nov. 2005        | 12. Juli 2006                          |
| 13         | 6         | Hier spukt es                    | Ghostesses in the Slot Machine                    | Das Drawn-Together-Haus wurde offenbar auf einer Grabstätte indianischer Ureinwohner gebaut. Die Bewohner überlassen den Geistern der Ureinwohner einen Teil des Grundstücks. Diese bauen darauf ein Spielcasino. Um daran zu verdienen, eröffnet Foxxy einen Stripteaseclub, während Captain Hero und Spanky das große Geld über Showkämpfe machen. | 30. Nov. 2005        | 26. Juli 2006                          |
| 14         | 7         | Super Nanny                      | Super Nanny                                       | Captain Hero möchte gegen alles antreten, was Super ist. Deswegen bringt er seine Mitbewohner dazu, die Super Nanny zu rufen. Ling-Ling versucht währenddessen, den Führerschein zu machen. | 7. Dez. 2005         | 9. Aug. 2006                           |
| 15         | 8         | Zärtlichkeiten                   | Terms of Endearment                               | Captain Hero benutzt seinen Röntgenblick, um seine Mitbewohnerinnen beim Duschen zu beobachten. Als Foxxy von den Röntgenstrahlen einen Gehirntumor bekommt, legt Captain Hero aus Schuldgefühl seine Superkräfte ab. Anmerkung: Die sechste Folge der ersten Staffel wurde zunächst nicht wie geplant gesendet, da Captain Hero in dieser Episode das Schicksal von Superman-Darsteller Christopher Reeve teilt, der kurz vor der geplanten Ausstrahlung verstorben war. Allerdings wurde die Ausstrahlung der Folge ein Jahr später in der zweiten Staffel nachgeholt. | 25. Jan. 2006        | 2. Aug. 2006                           |
| 16         | 9         | Captain Girl                     | Captain Girl                                      | Nachdem Captain Girl gestorben ist, will Wollknäuel der neue Handlanger von Captain Hero werden. Toot versucht, ihr Leben aufzuwerten, indem sie ein Baby aus Nicaragua adoptiert. | 1. Feb. 2006         | 16. Aug. 2006                          |
| 17         | 10        | Die Geschichte von zwei Kühen    | A Tale of Two Cows                                | Wollknäuel hält heimlich eine Realfilmkuh. Toot benutzt ein Cheatbuch, um Xandir dazu zu bringen, sie auf das Wiedersehenstreffen ihres Fettcamps zu begleiten. | 8. Feb. 2006         | 30. Aug. 2006                          |
| 18         | 11        | Xandir und Tim                   | Xandir and Tim, Sitting in a Tree                 | Xandir beginnt eine Beziehung mit Captain Heros vermeintlichem Alter Ego Tim Tommerson, ganz zum Missfallen von Captain Hero. Die anderen Mitbewohner sind derweil niedergeschlagen, weil Drawn Together von dem Fernsehmagazin Entertainment Weekly die schlechteste Note bekommen hat. Spanky übernimmt die Verantwortung für die schlechte Benotung und zieht freiwillig aus dem Drawn-Together-Haus aus. Er kommt jedoch wieder, nachdem er erfahren hat, dass seine Furzgags bei den Menschen doch gut ankommen.                                                    | 15. Feb. 2006        | 23. Aug. 2006                          |
| 19         | 12        | Der AIDS-Walk                    | The Lemon-AIDS Walk                               | Captain Hero ist mit seinen körperlichen Leistungen unzufrieden und versucht, mit Steroiden ein besserer Läufer zu werden. Wollknäuel wird im Einkaufszentrum beim Klauen von Süßigkeiten erwischt. | 22. Feb. 2006        | 13. Sep. 2006                          |
| 20         | 13        | Ein ganz besonderes Special      | A Very Special Drawn Together Afterschool Special | Xandir weiß nicht, wie er seinen Eltern sagen soll, dass er homosexuell ist. Seine Mitbewohner helfen ihm mit einem Rollenspiel. | 1. März 2006         | 20. Sep. 2006                          |
| 21         | 14        | Alzheimer mit gutem Ausgang      | Alzheimer's That Ends Well                        | Clara lässt sich ihr Octopoussoir operativ entfernen und verändert durch mehrere Operationen das Aussehen ihrer Vagina. Die Mitbewohner glauben irrtümlicherweise, Toot habe die Alzheimer-Krankheit. | 8. März 2006         | 6. Sep. 2006                           |
| 22         | 15        | Drawn Together in Clip-Show-Form | The Drawn Together Clip Show                      | In einem Clipshowformat werden diverse Szenen aus den vergangenen Episoden gezeigt, und der Gewinner von Drawn Together soll ermittelt werden. | 15. März 2006        | 27. Sep. 2006                          |

## Staffel 3
Die Erstausstrahlung der dritten Staffel war vom 5. Oktober 2006 bis zum 14. November 2007 auf dem US-amerikanischen Sender Comedy Central zu sehen. Die deutschsprachige Erstausstrahlung war vom 10. Mai 2007 bis zum 31. Januar 2008 auf dem deutschen Musiksender MTV zu sehen.
| Nr. (ges.) | Nr. (St.) | Deutscher Titel                                 | Originaltitel                                                                                       | Zusammenfassung | Erstausstrahlung USA | Deutschsprachige Erstausstrahlung (DE) |
| ---------- | --------- | ----------------------------------------------- | --------------------------------------------------------------------------------------------------- | --- | -------------------- | -------------------------------------- |
| 23         | 1         | Freaks & Griechen                               | Freaks & Greeks                                                                                     | Eine griechische Familie zieht in das Nachbarhaus der Drawn-Together-WG ein. Captain Hero hält diese für eine Studentenverbindung. Jun-Jee, Ling-Lings Vater, zieht in das Drawn-Together-Haus ein und verliebt sich so sehr in Toot, dass er sie heiraten möchte. Toot erwidert seine Liebe erst, nachdem sie von Jun-Jees beträchtlichem Vermögen erfährt. | 5. Okt. 2006         | 10. Mai 2007                           |
| 24         | 2         | Wooldoors neue Kindershow                       | Wooldoor Sockbat's Giggle-Wiggle Funny Tickle Non-Traditional Progressive Multicultural Roundtable! | Wollknäuel bekommt seine eigene Kinderfernsehshow. Da Kinder durch diese Serie homosexuell werden, entwickelt sich die Zukunft dahingehend, dass die überwiegende Mehrheit der Bevölkerung schwul ist, während die heterosexuelle Minderheit kümmerlich im Untergrund haust. Deshalb beschließen die letzten verbliebenen Heterosexuellen, einen Terminator in die Vergangenheit zu schicken, um Wollknäuel zu töten. Des Weiteren wartet Toot auf das legendäre Wienermobil. | 12. Okt. 2006        | 17. Mai 2007                           |
| 25         | 3         | Buchstabierwettbewerb                           | Spelling Applebee's                                                                                 | Bei einem Buchstabierwettbewerb tritt das Drawn-Together-Team gegen die Peanuts an. Foxxy nimmt zunächst aufgrund eines traumatischen Kindheitserlebnisses nicht am Wettbewerb teil. Captain Hero verliebt sich in Prinzessin Clara. Diese nutzt ihn aus, um ihre fetischistische Neigung zu Autounfällen zu befriedigen. | 19. Okt. 2006        | 24. Mai 2007                           |
| 26         | 4         | Geistig zurückgeblieben                         | Unrestrainable Trainable                                                                            | Captain Hero erfährt, dass er einen geistig behinderten Sohn hat. Als Mutter stellt sich Captain She-Ro, die Schwester von Captain Hero, heraus. Sie ließ sich künstlich befruchten, nachdem Captain Hero an einer Samenspende teilnahm. Captain Hero beschließt, die Erziehung seines Sohnes selbst in die Hand zu nehmen. Clara muss indes den kranken Wollknäuel pflegen. Das passt ihr zunächst gar nicht, bis sie bemerkt, dass sie dadurch Lob und Anerkennung von den restlichen Mitbewohnern bekommt. Um diesen Zustand andauern zu lassen, versucht Clara krankhaft, Wollknäuels Genesung zu verhindern. | 25. Okt. 2006        | 31. Mai 2007                           |
| 27         | 5         | N.R.A.y RAY                                     | N.R.A.Y. RAY                                                                                        | Nachdem sich Captain Hero eine Waffe gekauft hat, entdeckt er seine Vorliebe für die Jagd. Um ihren kriminellen Enkel Ray-Ray vor der Polizei und einer Haftstrafe zu schützen, versteckt Foxxy Ray-Ray in den Hauswänden und nimmt ein Gerichtsverfahren auf sich. Ray-Ray beobachtet die Hausbewohner und verliebt sich in Toot. | 1. Nov. 2006         | 7. Juni 2007                           |
| 28         | 6         | Liebe ist nicht käuflich                        | Mexican't Buy Me Love                                                                               | Toot und Ling-Ling gewinnen eine Reise nach Mexiko. Dort nehmen sie eine Prostituierte mit auf ihr Hotelzimmer, die am nächsten Morgen tot ist. Um das Bestechungsgeld für die Polizei aufzubringen, nimmt Ling-Ling in einer Verkleidung als Hahn an Hahnenkämpfen teil. Indessen will Captain Hero unbedingt zu den coolen Kids gehören. Da ein Meteorit auf die Erde zurast und Foxxy Captain Hero dazu motivieren will, den Meteoriten abzuwehren, wird er als ihr angeblicher neuer Freund in die Clique der coolen Kids aufgenommen.                                                                        | 8. Nov. 2006         | 14. Juni 2007                          |
| 29         | 7         | Verloren (Teil 1)                               | Lost in Parking Space, Part One                                                                     | Die Hausbewohner fahren ohne Clara ins Einkaufszentrum. Dort bleiben sie in einer viel zu engen Parklücke stecken. Foxxy verlässt den Van, um Hilfe zu holen. Xandir ergreift panisch die Flucht. Als Clara zu Hause niemanden auffinden kann, glaubt sie, alle außer ihr seien in den Himmel aufgefahren. Daraufhin hält sie einen Paketdienstfahrer für Satan. | 15. Nov. 2006        | 21. Juni 2007                          |
| 30         | 8         | Verloren (Teil 2)                               | Lost in Parking Space, Part Two                                                                     | Im Van „gefangen“, trinkt Toot ein Aquarium mit Salzwasser leer und bekommt Halluzinationen. Nachdem Captain Hero Ling-Ling erstickt, beschließen die Fahrzeuginsassen, diesen zu essen. Xandir, welcher vor der Verantwortung geflohen war, kommt zu der Erkenntnis, dass es falsch war, als Gruppenführer die restlichen Fahrzeuginsassen im Stich zu lassen. Derweil hält Clara den Paketwagenfahrer immer noch für den Teufel und stellt fest, das Böse zu lieben. Ihr Weg kreuzt sich mit Foxxy, die in einem Folterkeller für Zeichentrickfiguren gefangengenommen wurde.                                   | 4. Okt. 2007         | 9. Jan. 2008                           |
| 31         | 9         | Charlottes Lügennetz                            | Charlotte's Web of Lies                                                                             | Für Spanky war das Schäferstündchen mit der Spinne Charlotte nur ein One Night Stand. Doch Charlotte will mehr. Unterdessen pflegt Captain Hero seinen schlimmsten Erzfeind. In einem dritten parallelen Handlungsverlauf widmet sich Ling-Ling seinem alten Traum und versucht, Tänzer zu werden. | 11. Okt. 2007        | 30. Jan. 2008                          |
| 32         | 10        | Kornflakes-Maskottchen                          | Breakfast Food Killer                                                                               | Wollknäuel wird Nachfolger des ermordeten Cornflakes-Maskottchens Quackers. Da eigentlich Toot diese Stelle hätte bekommen sollen, ist sie sehr wütend. Toot und Foxxy kommen schließlich hinter das Geheimnis von vier magischen Verpackungscodes. | 18. Okt. 2007        | 23. Jan. 2008                          |
| 33         | 11        | Drawn-Together-Babys                            | Drawn Together Babies                                                                               | Die Hausbewohner werden als Kleinkinder gezeigt. Diese Folge parodiert die Zeichentrickserie Muppet Babies. Unter anderem wird zu Bilde geführt, wie die Charaktere zu dem wurden, was sie heute sind. | 25. Okt. 2007        | 16. Jan. 2008                          |
| 34         | 12        | Nippel-Ring                                     | Nipple Ring-Ring Goes to Foster Care                                                                | Das Jugendamt nimmt Ling-Ling aus dem Drawn-Together-Haus. Captain Hero besorgt sich ein Nippelpiercing. Nachdem er mehrmals vom Blitz getroffen wird, kann er mit seinem jugendlichen Ich aus der Vergangenheit kommunizieren. | 1. Nov. 2007         | 16. Jan. 2008                          |
| 35         | 13        | Toot geht nach Bollywood / Albert und Gang Bang | Toot Goes Bollywood / Fat Albert And The Gang Bang                                                  | Foxxy und Toot schließen eine Vereinbarung ab: Foxxy soll weniger Sex haben, Toot dafür umso mehr. Foxxy muss feststellen, dass dies gar nicht so einfach für sie ist. Nachdem sich Toot im Zuge dieser Vereinbarung neue Klamotten besorgt, wird sie von einer indischen Familie für eine Kuh gehalten. | 8. Nov. 2007         | 23. Jan. 2008                          |
| 36         | 14        | Die Musical-Ausscheidungsfolge                  | The Elimination Special, Part II: The Elimination                                                   | In der voraussichtlich letzten Episode von Drawn Together treten die acht Hausbewohner in einem Gesangswettbewerb in Deutschland sucht den Superstar-Manier gegeneinander an. Das Publikum soll entscheiden, wer das Drawn-Together-Haus für immer verlassen muss. | 14. Nov. 2007        | 30. Jan. 2008                          |